# Phúc Tiến
Phúc Tiến là một xã thuộc huyện Phú Xuyên, thành phố Hà Nội, Việt Nam.
Xã Phúc Tiến có diện tích 7,4 km², dân số năm 1999 là 7720 người, mật độ dân số đạt 1043 người/km².